# Llyn Llydaw
Il Llyn Llydaw (letteralmente: "lago bretone") è un lago naturale di 0,45 km² del Galles nord-occidentale, situato lungo le pendici del Monte Snowdon, all'interno del parco nazionale di Snowdonia, nella contea di Gwynedd.

## Geografia
Il Llyn Llydaw si estende a nord-ovest del Llyn Gwynant e della valle chiamata Nant Gwynant e a sud-est del Llyn Glaslyn.

## Geologia
Il Llyn Llydaw si formò durante un'erosione glaciale.

## Storia
Nel 1873, fu realizzata lungo il Llyn Llydaw una diga che doveva facilitare il lavoro nelle miniere di rame della Snowdonia.

## Leggende
Secondo la leggenda, il Llyn Llydaw sarebbe la dimora di Nimue o Vivienne, detta la Signora del Lago (Lady of the Lake), la quale avrebbe avuto in loco un incontro anche con Re Artù.

## Trasporti
Il Llyn Llydaw è raggiungibile solamente a piedi. Il più vicino parcheggio è il Pen Y Pass Snowdon.
Il lago si trova lungo la Miners Track, l'itinerario che conduce alla vetta del Monte Snowdon.

## Il Llyn Llydaw nella cultura di massa
- Il Llyn Llydaw è il soggetto di un dipinto del 1872 di Sidney Richard Percy[5][6]